# Ana García Lozano
Ana García Lozano (Valencia, 13 de septiembre de 1963) es una periodista y presentadora española.

## Biografía
Es sobrina del cantante Manolo Escobar. Su padre, Baldomero García Escobar (falleció en Madrid el 29 de diciembre de 1999), guitarrista, fue uno de los tres hermanos que acompañaban al famoso artista con la guitarra. Su madre es María Teresa Lozano Soto, cantante de copla valenciana ya retirada, conocida artísticamente como Maruja Lozano, que reside en Torremolinos.Ana tiene un hermano, Javier.
Licenciada en Periodismo por la Universidad Complutense de Madrid, comienza su actividad profesional en el mundo de la radio. Su primer trabajo fue en Radio España, donde desde 1982 prestó servicio como productora de programas. Tras obtener su licenciatura, se integra en la Cadena COPE en 1986, trabajando tanto ante los micrófonos en programas musicales como en labores de producción.
Con la llegada de las televisiones privadas, cambia de medio y en 1990 es contratada por Tele 5 para realizar tareas de coordinación de los programas VIP Noche y VIP Guay, que presentaba Emilio Aragón. Las buenas relaciones profesionales con Aragón la llevan a ser contratada por la productora de este, Globomedia, y continuar trabajando en la coordinación de los programas que el showman condujo en Antena 3 entre 1992 y 1994: Noche, noche y El Gran Juego de la Oca.
En 1994 se pone por primera vez delante de una cámara para conducir el espacio El programa de Ana, en Telemadrid. Se trataba de un formato novedoso en España, aunque de sobra conocido en otras latitudes, especialmente en países anglosajones: el talk show o programa de testimonios, en el que personas anónimas se acercan al plató para narrar sus experiencias vitales. El programa alcanzó un gran éxito de audiencia y se emitió durante dos temporadas, marcando además la pauta a otros muchos espacios posteriores, de muy similares características, en otras cadenas. La cadena autonómica contrataría entonces a Gemma Nierga para presentar un programa casi idéntico.
El 16 de julio de 1995 contrajo matrimonio con el productor Víctor García García. Tienen dos hijos en común, Pablo (20/05/1997) y Natalia.
Fue contratada por Tele 5 para repetir el formato en el programa que simplemente adopta su nombre en el título: Ana y que se prolonga tres temporadas más, hasta 1999. El verano de ese año presentó también en Telecinco el magacín ¡Qué punto!.
En 2001 fue contratada por Televisión Española para hacerse cargo del programa de debate Ésta es mi historia, que se emite hasta 2004. Un año después, también en la cadena pública conduce el reality show de intercambio de identidades Préstame tu vida.
Su siguiente proyecto en televisión fue en Cuatro, de nuevo un espacio reality titulado La casa de cristal (2006) y colaboró desde ese año y hasta 2008 en el magazin Channel n.º 4.
Por otro lado, en noviembre de 2004 fue contratada por Punto Radio para hacerse cargo de la programación dominical, primero de un programa emitido por las noches del fin de semana y en 2006 del espacio matinal Ana en Punto Radio.
Desde el 1 de septiembre de 2008 se puso al frente de Queremos hablar en las tardes de lunes a viernes, de la cadena hasta julio de 2010 tras discrepancias con el director de programas y una vez finalizado su contrato.
Desde septiembre de 2012 colaboró en el programa No es un día cualquiera de RNE presentado por Pepa Fernández. Entre el 4 de marzo y el 14 de junio de 2013, la periodista presentó el talk show Tenemos que hablar en La Primera de Televisión Española. La cancelación de este programa tras solo 3 meses en antena fue anunciada por el responsable de RTVE, Leopoldo González Echenique, en su comparecencia ante el Congreso de los Diputados cuando afirmó que "no está dando los resultados que esperábamos". No ha trascendido si la periodista hubiera podido haber percibido una indemnización millonaria tras su destitución.
En septiembre de 2013, anunció su fichaje en el cort-show de Telecinco, De buena ley.
Ha sido galardonada con el Premio Antena de Oro 2006 de Radio, ha estado igualmente nominada al Premio TP de Oro como Mejor presentadora por Ana en los años 1996, 1997 y 1998.

## Trayectoria
- Productora y Redactora de Informativos,  en Radio España. 1982/1986
- Productora y Locutora de Programas Musicales, en Cadena COPE. 1986/1990
- Coordinadora y Productora de  VIP Noche y VIP Guay, en Telecinco. 1990/1992
- Coordinadora y Productora de Noche, noche y El Gran Juego de la Oca, en Antena 3. 1992/1994
- Presentadora y Directora de El programa de Ana, en Telemadrid. 1994/1996
- Presentadora y Coordinadora de Ana, en Telecinco. 1996/1999
- Presentadora y Productora de "Varias Galas Especiales", en Telecinco. 1999/2000
- Presentadora, Productora, Coordinadora e Invitada Especial de "Diversos Programas", en TVE. 2000/2001
- Presentadora y Directora de Ésta es mi historia, en TVE. 2001/2004
- Presentadora y Directora de Préstame tu vida, en TVE. 2005
- Presentadora y Directora de La casa de cristal, en  Cuatro. 2006
- Locutora y Productora de Ana en Punto Radio, en Punto Radio. 2006/2008
- Colaboradora de Channel nº4, en Cuatro. 2006/2008
- Locutora y Productora de Queremos Hablar, en Punto Radio. 2008/2010
- Colaboradora de No es un día cualquiera, en RNE. 2012/?
- Presentadora de Tenemos que hablar, en TVE. 2013
- Colaboradora de De buena ley, en Telecinco. 2013/2014.